# Uvaria zschokkei
Uvaria zschokkei este o specie de plante angiosperme din genul Uvaria, familia Annonaceae, descrisă de Adolph Daniel Edward Elmer. Conform Catalogue of Life specia Uvaria zschokkei nu are subspecii cunoscute.